# サッカーボーンホルム島代表
サッカーボーンホルム島代表（サッカーボーンホルムとうだいひょう）は、ボーンホルム島サッカー協会により編成されるボーンホルム島のサッカーのナショナルチームである。ボーンホルム島代表は、FIFA及び、UEFAに加盟していない。
代表は、1986年6月に3試合を行ったのみである。未だ勝利を挙げていない。